# Dan Bailey
Dan Bailey (Mustang, Oklahoma, Estados Unidos, 26 de enero de 1988) es un jugador profesional de fútbol americano de la National Football League que actualmente es un agente libre. 
Pasó gran parte de su carrera en los Dallas Cowboys.

## Carrera deportiva
Dan Bailey proviene de la UANL y fue elegido en el Draft de la NFL de 2011.
Actualmente se encuentra en activo como jugador de los Tigres.